# ポニー・ポインデクスター
ポニー・ポインデクスター（Pony Poindexter、1926年2月8日 - 1988年4月14日）は、アメリカのジャズ・サクソフォーン奏者。

## 略歴
ポインデクスターはクラリネットから楽器を始め、アルト・サックスとテナー・サックスに転向した。1940年、シドニー・デヴィーンに師事し、第二次世界大戦後、カリフォルニア州オークランドに新設されたキャンデル音楽院に通った。1947年から1950年までビリー・エクスタインと共演。1950年、ヴァーノン・アレイとのカルテットで演奏した。1951年から1952年までライオネル・ハンプトンと共演し、1952年にはスタン・ケントンと共演した。ニール・ヘフティは、ポインデクスターにちなんで名付けられた曲「リトル・ポニー」をカウント・ベイシー・オーケストラのために書いている。1950年代の終わりまで、ポインデクスターはリーダーとしてもサイドマンとしても幅広く演奏し、チャーリー・パーカー、ナット・キング・コール、T-ボーン・ウォーカー、ジミー・ウィザースプーンとレコーディングを行った。1960年代初頭にはソプラノ・サックスも演奏するようになった。
1962年頃、エピック・レコードのセッションでエリック・ドルフィーとデクスター・ゴードンとレコーディングを行った。1963年にパリに移り、アニー・ロスとレコーディング。彼は8年間、スペインに住んだ後、ドイツのマンハイムに移り、その後、アメリカに戻った。彼は回顧録『The Pony Express. Memories of a Jazz Musician』を1985年に出版した。

## ディスコグラフィ

### リーダー・アルバム
- 『ポニーズ・エクスプレス』 - Pony's Express (1962年、Epic)
- Pony Poindexter Plays the Big Ones (1963年、New Jazz)
- 『ガンボ!』 - Gumbo! (1963年、New Jazz) ※with ブッカー・アーヴィン
- 『オール・ブルース』 - Annie Ross & Pony Poindexter (1966年、Saba) ※with アニー・ロス
- 『アルト・サミット』 -  Alto Summit (1968年、MPS) ※with リー・コニッツ、フィル・ウッズ、レオ・ライト
- The Happy Life of Pony (1969年、Session)
- Pony Poindexter En Barcelona (1972年、Spiral)
- Poindexter (1976年、Inner City)

### 参加アルバム
デクスター・ゴードン
- Stella by Starlight (2005年、SteepleChase) ※1966年録音

ジョン・ヘンドリックス
- 『ア・グッド・ギット・トゥゲザー』 - A Good Git-Together (1959年、Pacific)

ランバート、ヘンドリックス&ロス
- 『ザ・ホッテスト・ニュー・グループ・イン・ジャズ』 - The Hottest Group in Jazz (1959年、Columbia)

ウェス・モンゴメリー
- Far Wes (1990年、Pacific Jazz) ※1958年–1959年録音